# Anacroneuria paisa
Anacroneuria paisa är en bäcksländeart som beskrevs av Maria del Carmen Zúñiga och Bill P.Stark 2006. Anacroneuria paisa ingår i släktet Anacroneuria och familjen jättebäcksländor. Inga underarter finns listade i Catalogue of Life.